# 11861 Teruhime
11861 Teruhime eller 1988 VY2 är en asteroid i huvudbältet, som upptäcktes den 10 november 1988 av den japanske amatörastronomen Takuo Kojima i Chiyoda. Den är uppkallad efter Kuroda Kanbes fru, Teruhime.
Asteroiden har en diameter på ungefär 12 kilometer.